# Sbrinz
O Sbrinz é um queijo de consistência dura produzido na região central da Suíça. Na culinária local muitas vezes substitui o parmesão. 